# Resolució 463 del Consell de Seguretat de les Nacions Unides
La Resolució 463 del Consell de Seguretat de l'ONU, fou aprovada el 2 de febrer de 1980. Després de considerar les últimes novetats a Zimbàbue-Rhodèsia i la resolució 460 (1979) en què es va observar que un acord havia produït una Constitució per a un Zimbabwe lliure i, independent i amb govern de la majoria, el Consell va convidar a totes les parts a complir amb l'Acord de Lancaster House i al poder administratiu, Regne Unit, a aplicar plenament l'acord.
La resolució 463 va demanar al Govern del Regne Unit que garantís que les forces de Sud-àfrica, regulars o mercenàries, es retiressin del país. També va demanar que el Regne Unit implementés mesures que incloguessin:
(a) el ràpid retorn d'exiliats i refugiats de Zimbabwe d'acord amb l'acord;
(b) l'alliberament dels presos polítics;
(c) el confinament de les forces rhodesianes i auxiliars a les seves bases;
(d) l'acord de tracte igual a totes les parts;
(e) la rescissió de totes les mesures d'emergència i lleis incompatibles amb la realització d'eleccions lliures i justes.
La resolució també va demanar l'alliberament dels presos polítics de Sud-àfrica, inclosos els "lluitadors de la llibertat", presumiblement membres d'Umkhonto We Sizwe detinguts per les Forces de Seguretat de Rhodèsia, i assegurar un pas segur a un país de llur elecció. També va condemnar Sud-àfrica per la seva interferència a Rhodèsia del Sud.
Tot i observar que mantindrà la situació en examen fins a la plena independència de Zimbabwe, el Consell va aprovar la resolució amb 14 vots contra cap, mentre que el Regne Unit no va participar en la votació.